# Robert Grant Aitken
Pour les articles homonymes, voir Aitken.
Robert Grant Aitken, né le 31 décembre 1864 et mort le 29 octobre 1951, est un astronome américain.

## Biographie
Il travaillait à l'observatoire Lick. Il étudia systématiquement les étoiles binaires, relevant leurs positions et calculant leurs orbites autour du centre de masse. Il constitua méthodiquement un très important catalogue de telles étoiles, avec les informations orbitales permettant aux astronomes d'établir des statistiques des masses stellaires pour un grand nombre d'étoiles. Il a, par exemple, ainsi déterminé précisément l'orbite du couple Sirius A/Sirius B.
Aitken releva également les positions et calcula les orbites des comètes et des satellites naturels des planètes.
Aitken était partiellement sourd et utilisait une aide auditive. Il épousa Jessie Thomas aux alentours de 1888 et ils eurent trois fils et une fille. Son petit-fils, Robert Baker Aitken (en), est un célèbre professeur et auteur bouddhiste Zen.

## Distinctions et récompenses
- Médaille Bruce (1926)
- Médaille d'or de la Royal Astronomical Society (1932)
- Médaille Rittenhouse (1934)
- L'astéroïde (3070) Aitken et le cratère Aitken sur la Lune, partie du très vaste bassin Aitken du pôle sud ont été baptisés en son honneur.
- le superordinateur Aitken lui doit son nom.

### Notices nécrologiques
- IrAJ 2 (1952) 27 (un paragraphe)
- JO 35 (1952) 25 (en français)
- JRASC 46 (1952) 28
- MNRAS 112 (1952) 271
- PASP 64 (1952) 5